# Agosta
Agosta (Àusta in dialetto locale) è un comune italiano di 1 675 abitanti della città metropolitana di Roma Capitale nel Lazio.

## Geografia fisica

### Territorio
Agosta è situata su una elevazione tufacea alle pendici dei monti Simbruini, nell'alta valle dell'Aniene, presso la riva destra dell'omonimo fiume.

### Clima
- Classificazione climatica: zona D, 1898 GR/G

## Origini del nome
Ai piedi della collina su cui sorge il paese si trova una sorgente, in età romana nota come Augusta, dalla quale il paese ha probabilmente preso il nome.

## Storia

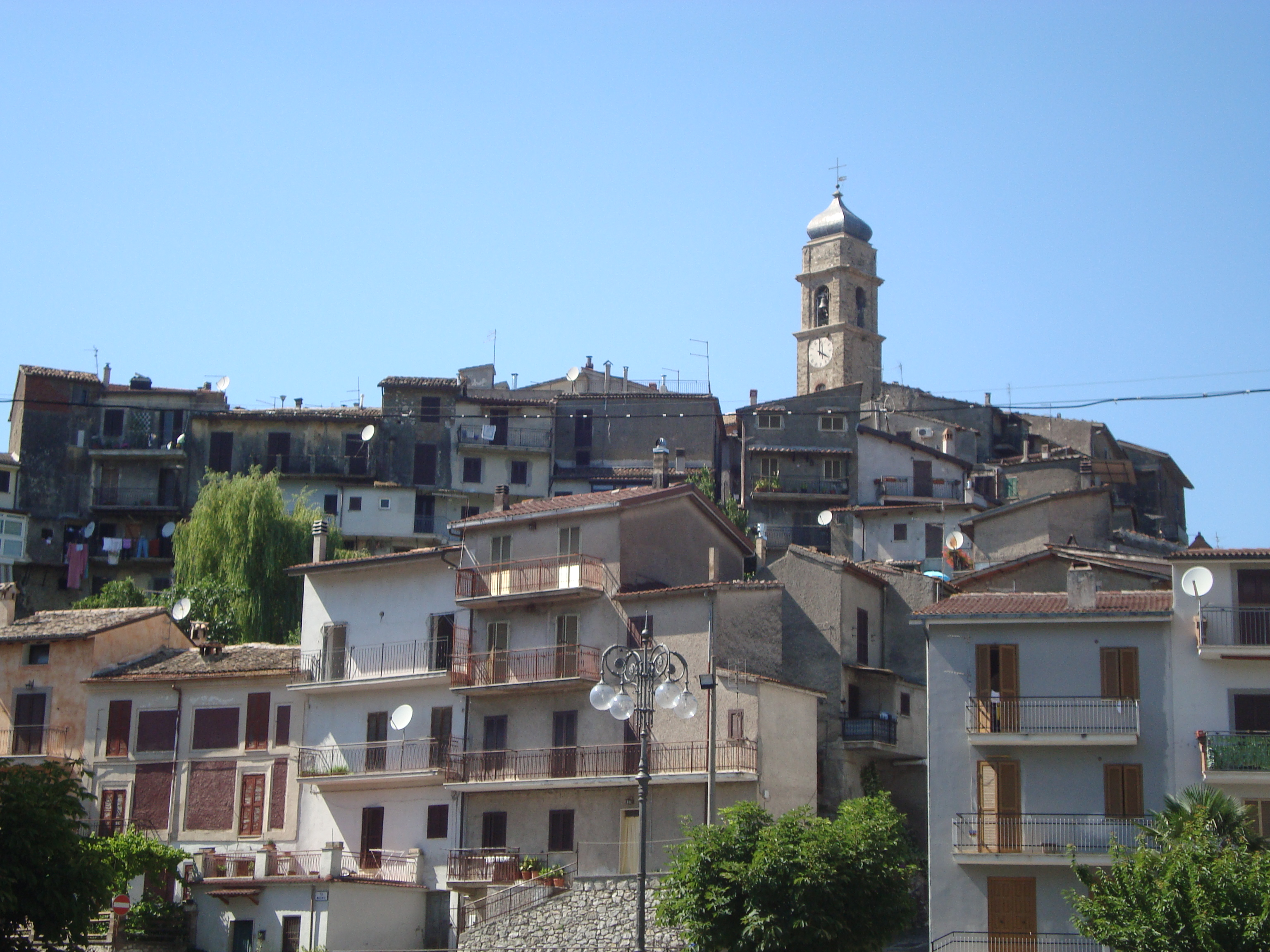
Il centro urbano

Nel territorio comunale sono stati rinvenuti resti riferiti a frequentazioni umane nel paleolitico e nell'età del bronzo (scavi nel centro del paese attuale). La località viene citata nelle Res Gestae di Augusto per i lavori condotti sulla sorgente destinati a captarne le acque per l'Acqua Marcia, dando il suo nome alla sorgente.
La sorgente è ancora citata con il medesimo nome in un documento del 594. In un successivo documento dell'858 viene citata come mons Augusta la collina presso la sorgente, dichiarata atta a costruirvi un castello, la cui presenza è effettivamente attestata da un ulteriore documento del 1051. Dopo essere stato conteso tra un signore locale e l'abate, nel 1189 il castello era in possesso del monastero di Subiaco e vi rimase fino ai tempi moderni. Grazie all'abbondanza d'acqua vi furono costruite peschiere per trote e due mulini per la macinazione del grano.
Nel 1461 papa Pio II, in viaggio per una visita al monastero di Subiaco, si fermò a pranzare presso i mulini e gli furono offerte, per spontanea manifestazione degli abitanti, le trote pescate sul momento. Nel XVII secolo l'erezione della piccola chiesa della Madonna del Passo fu determinata da guarigioni di indemoniati ritenute miracolose.
Nell'anno 1900 il paese fu servito dalla linea ferroviaria tra Mandela e Subiaco, soppressa nel 1933. Nel 1913 vi giunse il primo acquedotto, che alimentava due fontane nel paese, e nel 1924 l'energia elettrica. Tra il 1922 e il 1926 la società "Acqua Pia Antica Marcia" captò la sorgente della Mola per portarne le acque a Roma, ma una sollevazione popolare impedì temporaneamente che fosse captata anche la sorgente presso il santuario della Madonna del Passo.
Durante la seconda guerra mondiale, vi fu attiva una colonna di partigiani. Nella frazione della Madonna della Pace, già colpita dai bombardamenti degli Alleati, il 26 maggio del 1944, nel corso della ritirata delle truppe tedesche furono uccise 15 persone raccolte in un rastrellamento, per rappresaglia del rinvenimento di un soldato tedesco morto lungo la strada.

### Simboli
Lo stemma è stato concesso con regio decreto del 2 agosto 1935.
Il gonfalone è un drappo troncato di azzurro e di bianco.

## Monumenti e luoghi d'interesse

### Architetture religiose
- Santuario della Madonna del Passo, posto sulla strada statale 411 Sublacense, era in precedenza il nome di Madonna degli Angeli, a seguito di un evento ritenuto miracoloso che si era svolto nel 1616. Conserva presso l'altare maggiore un affresco raffigurante la Madonna, che venne rinvenuto a seguito di un evento ritenuto miracoloso nel 1616, per il quale il santuario prese il nome di "Madonna degli Angeli"
- Chiesa parrocchiale Santa Maria Assunta, inizialmente cappella interna al castello e in seguito ampliata e trasformata in forme neoclassiche, presenta interno a tre navate separate da 2 file di archi a tutto sesto, con navata centrale coperta da un tetto a capriate; le navate laterali ospitano tre altari per lato. Sulla facciata sono presenti due portali sormontati da trabeazioni in pietra grigia. Possiede 4 campane, tutte da rifondere, la piccola, sol4, la terza campana, mi4 da rifondere in re4, la seconda, sib3 scordato a do#4, da rifondere, e la grande, sol3.
- Chiesa parrocchiale della Madonna della Pace e San Benedetto, costruita nel 1930 dall'allora vescovo di Subiaco Lorenzo Salvi, con l'ausilio di monaci architetti e scultori, Presenta, interno a navata singola con copertura a capriate e altar maggiore sormontato da un baldacchino scolpito in travertino. Il presbiterio è separato dal resto dell'edificio da una balaustra con trabeazione detta iconostasi. Il soffitto è a capriate. La chiesa è affiancata dal campanile e entrambi gli edifici sono stati realizzati in pietra detta "cardellino".

### Architetture militari
- Castello medioevale, attorno al quale sorse il paese, attestato a partire dal 1051. Vi si accede da tre porte ("della Chiesa", "Santa Maria" e "del Cancillittu"). Secondo una leggenda nella torre sarebbe stata incarcerata una principessa di nome Augusta, la quale avrebbe dato il nome al paese.

### Architetture civili
- Arco del Cardinale o della Porta, eretto nel 1503 presso l'allora esistente ponte sul fiume Aniene, in onore del cardinale commendatario Giovanni Colonna. Un'alluvione distrusse il ponte, che fu in seguito ricostruito a circa 50 m di distanza nel XVIII secolo. In seguito anche l'arco venne spostato. Si presenta in blocchi a bugnato di pietra dal monte Affilano, in stile romanico.
- Villino Carducci, in stile eclettico (neoromanico e neobarocco rurale. Conserva un portale squadrato entro cornice, finestre al pian terreno sormontate da lunette e quelle al primo piano da cornicioni.
- Palazzo comunale.

### Altro
- Piazza San Nicola, la piazza principale del paese, che prende il nome dalla scomparsa chiesa di San Nicola e dove si trovano le sedi di diversi servizi pubblici, tra cui scuola elementare e caserma dei Carabinieri e il monumento ai caduti.

### Siti archeologici
Tra i resti archeologici presenti nel territorio, si citano:
- fondamenta di un edificio sacro, nella località delle Lavoratine;
- cisterna rurale nell'omonima località;
- 9 blocchi di un edificio preromano nella medesima località;
- cosiddetta Grottella, con tracce di frequentazioni preistoriche;
- necropoli di Rufinelli.

## Società

### Evoluzione demografica
Abitanti censiti

### Etnie e minoranze straniere
Secondo i dati ISTAT al 1º gennaio 2014 la popolazione straniera residente era di 159 persone. Le nazionalità maggiormente rappresentate in base alla loro percentuale sul totale della popolazione residente erano:
- Romania 103 (5,85%)

### Tradizioni e folclore
- Festa di sant'Emidio vescovo e martire (domenica successiva alla Festa del battesimo del Signore), con processione con l'immagine del santo, protettore dai terremoti, istituita nel 1915 a seguito dello scampato pericolo dal sisma della Marsica che distrusse Avezzano e provocò danni nei limitrofi circondari.
- Festa di sant'Antonio abate (domenica successiva alla festa di sant'Emidio vescovo e martire), con processione e benedizione degli animali.
- Processione del Venerdì santo, processione nella quale le due confraternite portano il Cristo morto adagiato sulla lettiga e la Madonna Addolorata.
- Corpus Domini, con infiorata in piazza San Nicola e l'esposizione ai balconi di lenzuoli bianchi e rossi.
- Pellegrinaggio al santuario della Santissima Trinità di Vallepietra in onore di sant'Anna (25 e 26 luglio), con la "compagnia di Sant'Anna di Agosta" che canta gli inni Tu Madre di Maria e Addio sant'Anna.
- "Inchinata" (14 e 15 agosto), con duplice processione nella quale le due "confraternite", partendo dalla chiesa Santa Maria Assunta, prendono due strade diverse per poi incontrarsi a piazza San Nicola dove avviene l'"Inchinata" al grido di "Misericordia!".
- Festa del santo patrono sant'Agostino (27 e 28 agosto), con processione de "I Bustu" del santo per tutto il paese.
- Natività di Maria Santissima (7 ed 8 settembre), con processione dell'immagine molto venerata della Madonna del Passo, ripetuta la prima domenica successiva per la celebrazione del "Nome di Maria".
- Maria Addolorata (sabato successivo al "Nome di Maria"), con processione dell'immagine della Madonna del Passo vestita a lutto.
- Festa della "riposizione" della Madonna del Passo (ultima domenica di ottobre), con processione del giro del paese. Ultima manifestazione dell'anno liturgico.

## Geografia antropica

### Località e frazioni di Agosta
Agosta centro dista circa 4 km dalla su principale frazione, Madonna della Pace, ricordata per l'eccidio del 26 maggio 1944.
Altre località sono Agosta bivio, Tostini, Le Selve, Cacino, Pisciarello, Barco, Valle Berta, le Formelle.

## Amministrazione

### Sindaci
| Periodo | Periodo     | Primo cittadino      | Partito         | Carica                    | Note |
| ------- | ----------- | -------------------- | --------------- | ------------------------- | ---- |
| 1993    | 1997        | Gabriele Panimolle   | DC              | Sindaco                   |      |
| 1997    | 2001        | Gabriele Panimolle   | centro-sinistra | Sindaco                   |      |
| 2001    | 2006        | Cleonice Alivernini  | lista civica    | Sindaco                   |      |
| 2006    | 2010        | Gianfranco Massimi   | lista civica    | Sindaco                   |      |
| 2010    | 2011        | Roberto Mecozzi      |                 | Commissario Straordinario |      |
| 2011    | 2016        | Gianfranco Massimi   | lista civica    | Sindaco                   |      |
| 2016    | 2021        | Massimiliano Valente | lista civica    | Sindaco                   |      |
| 2021    | "in carica" | Massimiliano Valente | lista civica    | Sindaco                   |      |

### Altre informazioni amministrative
- Fa parte della X Comunità Montana dell'Aniene, la cui sede si trova a Madonna della Pace, frazione di Agosta, in piazza XV Martiri.